# Creu (la Palma de Cervelló)
La Creu és una creu de terme de la Palma de Cervelló (Baix Llobregat) inclosa a l'Inventari del Patrimoni Arquitectònic de Catalunya.

## Descripció
És una creu de terme feta de pedra. Consta de la base, el fust i la creu. La base la conformen tres graons hexagonals configurats per blocs de pedra, concèntrics i definint una gradació de major a menor diàmetre de baix a dalt. Aquesta base s'eleva 60 cm des de terra i el diàmetre màxim és de 260 cm. A continuació, a la part central s'erigeix un pedestal de base hexagonal i forma de piràmide truncada, de 75 cm d'alçada. Sobre ell una peça concèntrica hexagonal de només alguns centímetres d'on neix el fust acanalat, que respecta la planta hexagonal. A manera de capitell, es disposa una peça hexagonal de diàmetre superior al fust. Coronant el fust, la creu pròpiament dita és de tipus flordelisada, on destaca esculpit la Crucifixió de Crist i la figura d'un home, vestit amb túnica que li cobreix el cap.
Al costat frontal del pedestal apareix la inscripció sota una petita creu llatina. “STA. MISSIÓ MCMLII”. A la part de darrere la inscripció és “GVSTAVO · GISPERT AC MARIAL JORDA TILII RELIGIOSE OB · BENEBICIA OMNE · CENVS IN · SE · CON LATA GRATI · OBSEOVENTES · OUE ANIMI · TESTIMONIVM”.

## Història
L'any 2008 es va arranjar el terra de la creu, que estava totalment aixecat, amb pedra vermella de sauló autòctona de la Palma. També es va posar la barana metàl·lica de precaució. L'any 2009, a conseqüència de les greus ventades que va patir el municipi, la Creu del Terme va ser abatuda per diversos pins que van caure sobre seu. Aleshores es va executar un projecte de restitució de la Creu a través d'un procés detallat de revisió fotogràfica per personal especialitzat i sota la supervisió de la Subdirecció General del Patrimoni Arquitectònic de la Generalitat de Catalunya.